# S:t Henriksleden
S:t Henriksleden (finska Pyhän Henrikin tie) är en pilgrimsled mellan Åbo domkyrka och Biskop Henriks bönehus i Kumo i Finland. Det är ca 140 kilometer lång och går genom landskaper Egentliga Finland och Satakunda. Den ursprungliga medeltida pilgrimsled startade från Kyrkholmen i Kjulo träsk, där Biskop Henrik sägs ha dräpts av bonden Lalli, och slutade vid Nousis kyrka där Henrik begravdes.
I varje juni arrangerar katolska kyrkan den årlig pilgrimsvandringen från Åbo till Kjulo. I vart tredje år arrangeras den ekumeniska S:t Henriks pilgrimsvandring mellan Åbo och Kumo.